# Monastero di Osiou Grigoriou
Il monastero di Osiou Grigoriou (in greco Μονή Γρηγορίου?, Moní Grigoríou) è uno dei venti monasteri della Chiesa ortodossa a Monte Athos in Grecia.
È situato al sud-ovest della penisola atonita ed occupa il diciassettesimo rango nella gerarchia dei monasteri della Santa Montagna.
È dedicato a San Nicola, festa votiva il 6 dicembre (19 dicembre).
È retto a regola cenobitica dal 1840 e nel 1990 contava 71 religiosi.

## Storia
La sua fondazione risale al 1345 ad opera di Gregorio il Siriano. In precedenza l'anacoreta Gregorio Sinaita vi aveva insediato una comunità di eremiti. Da questi monaci il monastero prende il nome. La comunità monastica dovette abbandonare pochi anni dopo il monastero per le minacce turche. La comunità trovò rifugio in Serbia sotto la protezione del despota Stefan Lazar Hrebeljanović. Agli inizi del XVI secolo il voivoda della Moldavia Ştefan cel Mare lo restaurò completamente. Nel 1761 subì un devastante incendio. Pochi anni dopo venne completamente ricostruito.

## Patrimonio artistico
Il katholikòn edificato nel 1779 fu affrescato dagli artisti Gabriele e Gregorio di Castoria. Vi si venera una icona della Vergine che allatta detta Galaktotrofusa, tema molto raro nell'iconografia bizantina. La biblioteca conta 163 manoscritti.